# Louis de Villars (évêque)
Pour les articles homonymes, voir Louis de Villars.
Louis de Villars, parfois de Thoire-Villars, mort le 2 septembre 1377, est un ecclésiastique du XIVe siècle. Il est issu de la Maison de Thoire-Villars.

## Biographie

### Origines
Louis de Villars est issu de la maison de Thoire-Villars, originaire du Bugey. Il est le fils d'Humbert [V], seigneur de Thoire et de Villars, et d'Éléonore de Beaujeu. Il est le frère de Henri de Villars, archevêque de Lyon et ancien évêque de Valence, et un neveu de Louis de Villars, ancien archevêque de Lyon.

### Carrière ecclésiastique
Louis de Villars fait sa carrière d'abord comme chanoine, puis archidiacre, et ensuite doyen de l'Église de Lyon,. Cette carrière s'explique par l'influence de sa famille au sein du Chapitre, notamment à partir de Louis de Villars.
Il est donné pour abbé de Saint-Ruf, en 1346, notamment dans la Bibliothèque sacrée (1825) qui ajoute cependant qu'il est également évêque de Valence puis archevêque de Lyon, le confondant ainsi avec Louis de Villars († 1308). Cette information est absente de Guichenon.

### Épiscopat
Louis de Villars est désigné évêque de Valence et de Die par bulle papale du 5 mai 1354. Innocent IV contrevient à l'usage en nommant lui-même le nouvel évêque plutôt que de laisser la décision au Chapitre. Jules Chevalier émet l'idée que la nomination de Louis de Villars soit le fait de son frère, Henri II, archevêque de Lyon.
Il « [garde] longtemps le simple titre d'élu de Valence, en vertu d'une permission d'Innocent VI du 1er juillet 1354 ». Il a obtenu de la cour d'Avignon une bulle lui permettant ainsi de différer de cinq ans son sacre. Il obtient également des avantages pour des clercs à son service.
En septembre, il effectue une visite pastorale dans le Diois.
En 1346, il obtient du nouveau Dauphin, Charles, la confirmation des droits pour son Église.
Avec le transfert du Dauphiné (1349), le comte de Valentinois, dernier seigneurs indépendants de la région, semble obtenir une attention prévenante de la part du roi de France et dans la lutte l'opposant à l'évêque ce changement de rapport de force oblige Louis de Villars à revoir la position de son Église,.
La position du Crest, point de tensions entre les évêques de Valence et Die et les comtes de Valentinois, est à nouveau à l'origine d'un conflit,. Le comte envahit la place obligeant l'évêque à prendre les armes et en appel au Pape,. L'envoyé du pape, Hélie de Talleyrand-Périgord, après traitement de l'affaire invite les parties à Lyon, en juillet 1356, afin de conclure à un traité, sous les auspices de grands personnages de la région,. L'évêque perd son autorité sur le Crest, mais obtient ceux de Bourdeaux et de Bezaudun. Il doit par ailleurs rendre la place de Saint-Genis que ses troupes occupaient. Malgré ce traité de Lyon les tensions se poursuivent entre les deux parties et on en appelle à nouveau au pape. Cette fois le jugement est prononcé « dans la chambre même d'Innocent VI, le 19 septembre 1358, en présence de quatre cardinaux-évêques, de huit cardinaux-prêtres et des deux cardinaux-diacres », mettant fin au conflit opposant l'évêque au comte.
En 1359, il confirme la donation de l'île de l'Épervière Saint-Ruf.
L'archevêque de Vienne, Pierre de Gratia, ayant mérité les censures de la cour pontificale, le pape Innocent VI le suspend de ses fonctions, en 1360, et pendant la vacance, Louis de Villars est chargé d'administrer l'archidiocèse,. Il reçoit à cette occasion, en 1363, la consécration et porte désormais le titre d'évêque. Son administration semble durer, puisque son nom se retrouve dans des documents entre « 1362 [et] 1369, puis de 1372 à 1375 ».
Il semble lutter contre des « routiers » sur ses terres. Une ligue est créée en 1363 sous les auspices du pape afin de lutter contre ce fléau.

### Mort
Louis de Villars meurt le 2 septembre 1377, selon J. Chevalier (1896) (U. Chevalier donnait le 5 septembre 1376).
Les sièges épiscopaux de Valence et de Die restent vacants quelques mois.